# 아킬섬

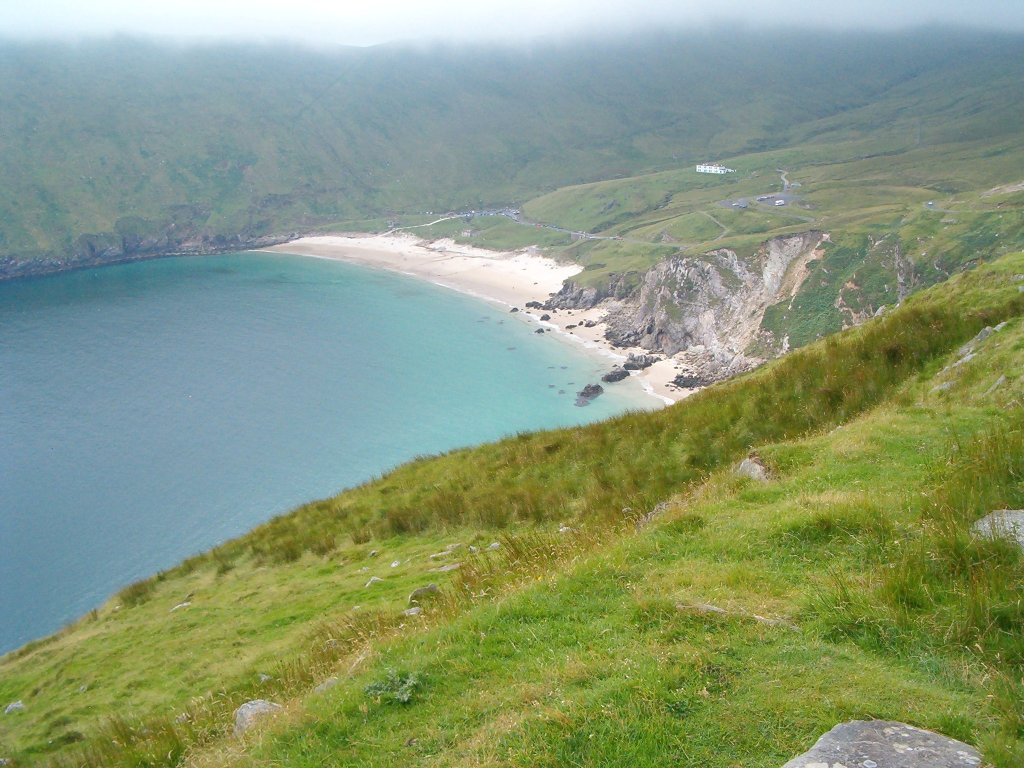
아킬섬의 킴만

아킬섬(영어: Achill Island 애킬 아일랜드[*], 영어 발음: /ˈækɪl/ 혹은 영어 발음: /ˈækəl/)은 아일랜드의 섬이다. 길이는 22.5km이며, 너비는 17.7km이다.